# پیومسیلینام
پیومسیلینام (INN) یا آمدینوکسیلین پیواکسیل (USAN، که با نام تجاری Selexid, Penomax و Coactabs عرضه می‌شد) یک پیش دارو از مسیلینام و فعال شونده به روش خوراکی است. این آنتی‌بیوتیک یک پنی سیلین وسیع الطیف است. از نظر ساختار شیمیایی پیومسیلینام، یک پیوالویل‌اکسی‌متیل استر از مسیلینام است. این دارو در ایالات متحده موجود نیست.
پیومسیلینام فقط در برابر باکتری‌های گرم منفی فعال است و در درجه اول در درمان عفونت‌های دستگاه ادراری تحتانی مورد استفاده قرار می‌گیرد. در کشورهای نوردیک از دههٔ ۱۹۷۰ به بعد برای درمان این موارد مورد استفاده قرار گرفته است. این دارو به‌عنوان داروی خط اول درمانی برای درمان تجربی عفونت‌های ادراری حاد پیشنهاد شده است. همچنین از این دارو برای درمان تب شبه‌حصبه (پاراتیفوئید) و شیگلوز استفاده شده است.

## برابرهای انگلیسی
1. ↑  Pivmecillinam
2. ↑  amdinocillin pivoxil